# Peter Velits

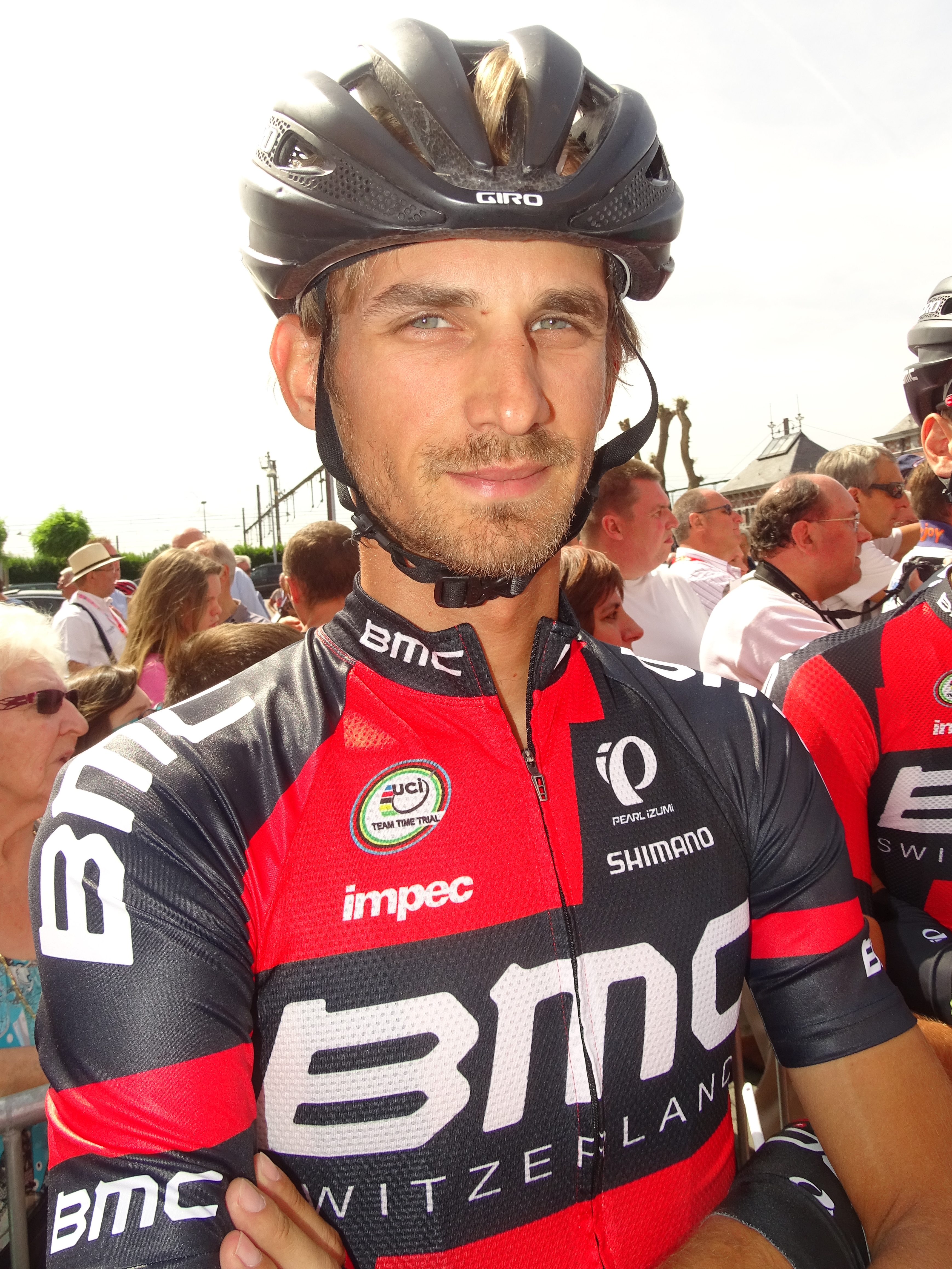
Peter Velits (2015)

Peter Velits (* 21. Februar 1985 in Bratislava) ist ein ehemaliger slowakischer Radrennfahrer. Er ist der Zwillingsbruder des Radrennfahrers Martin Velits.

## Karriere
Peter Velits begann seine internationale Karriere 2004 beim Radsportteam Dukla Trenčín Merida. Seine ersten großen Erfolge seiner Karriere erzielte er 2007 mit dem Sieg beim Halbklassiker Grand Prix de Fourmies dem U 23-Straßenrennen der Weltmeisterschaften in Stuttgart.
Im Jahr 2008 erhielt Velits seinen ersten Vertrag bei einem ProTeam, dem deutschen Team Milram. Zur Saison 2010 wechselte er zusammen mit seinem Bruder Martin zum Team HTC-Columbia, für das er bei der 17. Etappe der Vuelta a España 2010, einem Einzelzeitfahren seinen ersten Grand Tour-Etappensieg erzielte und in der Gesamtwertung – nach der Dopingdisqualifikation des ursprünglichen Zweiten – mit 3:02 Minuten Zweiter hinter dem Gesamtsieger Vincenzo Nibali wurde.
An diese individuellen Erfolge konnte Velits in den Folgejahren auch aufgrund der Folgen einer Beinoperation nicht anknüpfen, wurde jedoch 2012 bis 2014 jeweils mit seinen Teams Omega Pharma-Quick-Step und BMC jeweils Weltmeister im Mannschaftszeitfahren sowie slowakischer Meister im Einzelzeitfahren. Nachdem das BMC Racing Team seinen Vertrag nicht verlängert worden war und er auch keinen Vertrag bei einer anderen Mannschaft erhalten hatte, beendete er nach der Saison 2016 seine Laufbahn.
Nach dem Ende der aktiven Laufbahn gründete er gemeinsam mit seinem Bruder Martin das Radsport-Bekleidungs-Unternehmen Isadore Apparel.

## Erfolge
| ;2003 - Slowakischer Meister – Einzelzeitfahren (Junioren) - Slowakischer Meister – Straßenrennen (Junioren) 2005 - Slowakischer Meister – Einzelzeitfahren (U23) 2006 - Gesamtwertung Giro del Capo - Slowakischer Meister – Einzelzeitfahren (U23) 2007 - Nachwuchswertung Bayern-Rundfahrt - Grand Prix de Fourmies - Weltmeister – Straßenrennen (U23) 2009 - Grosser Preis des Kantons Aargau | 2010 - eine Etappe Vuelta a España 2012 - Gesamtwertung Tour of Oman - Slowakischer Meister – Einzelzeitfahren - Weltmeister – Mannschaftszeitfahren 2013 - Slowakischer Meister – Einzelzeitfahren - Weltmeister – Mannschaftszeitfahren 2014 - Slowakischer Meister – Einzelzeitfahren - Weltmeister – Mannschaftszeitfahren 2015 - Mannschaftszeitfahren Vuelta a España |

## Platzierungen bei den Grand Tours
| Grand Tour            | 2008 | 2009 | 2010 | 2011 | 2012 | 2013 | 2014 | 2015 | 2016 |
| --------------------- | ---- | ---- | ---- | ---- | ---- | ---- | ---- | ---- | ---- |
| Giro d’ItaliaGiro     | –    | –    | –    | –    | –    | –    | –    | –    | –    |
| Tour de FranceTour    | 58   | 32   | –    | 19   | 27   | 25   | 27   | –    | –    |
| Vuelta a EspañaVuelta | –    | –    | 2    | –    | –    | –    | –    | DNF  | –    |

## Teams
- 2004 Dukla Trenčín
- 2005 Konica Minolta
- 2006 Konica Minolta
- 2007 Team Wiesenhof-Felt
- 2008 Team Milram
- 2009 Team Milram
- 2010 Team HTC-Columbia
- 2011 HTC-Highroad
- 2012 Omega Pharma-Quick Step
- 2013 Omega Pharma-Quick Step
- 2014 BMC Racing Team
- 2015 BMC Racing Team
- 2016 BMC Racing Team